# Billy Forsberg
Billy Forsberg (ur. 13 maja 1988 w Norrköping) – szwedzki żużlowiec.

## Kariera sportowa
Swoją karierę rozpoczął w wieku jedenastu lat, kiedy startował w klasie 80 cm³. Jazdę na pełnowymiarowym obiekcie Forsberg rozpoczął w roku 2004. Po raz pierwszy o jego talencie mówiono po finałowym meczu w ligi Elitserien w sezonie 2006, w którym zdobył 13 punktów. Właśnie ten występ zachęcił gdańskich działaczy do podpisania umowy z młodym Szwedem.
W jego krótkiej karierze na razie brak osiągnięć medalowych. Udało mu się dotrzeć do półfinału Indywidualnych Mistrzostw Świata Juniorów w Vojens w 2007 roku, gdzie zajął dziesiąte miejsce.
Świetnie zaprezentował się w półfinale Drużynowych Mistrzostwach Świata na Żużlu w 2007 roku w Debreczynie, gdzie czterokrotnie mijał linię mety jako pierwszy.
W 2010 nie startował z powodów finansowych. Ogłosił zakończenie kariery. Jednakże w 2013 roku wznowił starty na żużlu w barwach Indianerny Kumla startującej w szwedzkiej Elitserien.

### Starty w Grand Prix
| Sezon | Numer | 1   | 2   | 3     | 4   | 5   | 6   | 7   | 8   | 9   | 10  | 11  | Msc. | Pkt. |
| ----- | ----- | --- | --- | ----- | --- | --- | --- | --- | --- | --- | --- | --- | ---- | ---- |
| 2008  | 18    | SVN | EUR | SWE 2 | DNK | GBR | CZE | SCA | LVA | POL | ITA | DEU | 26   | 2    |

| Statystyki        | Statystyki |
| ----------------- | ---------- |
| Starty            | 1          |
| Zwycięstwa        | 0          |
| Miejsca na podium | 0          |
| Finalista         | 0          |
| Punkty            | 2          |

### Starty w lidze polskiej
W lidze polskiej startuje od 2007 roku reprezentując barwy klubów:
- Wybrzeże Gdańsk - 2007-2010